# LARES (satellite)
Pour les articles homonymes, voir Lares.
LARES (acronyme de  Laser Relativity Satellite) est un satellite scientifique développé par l'Agence spatiale italienne (ASI) qui doit mesurer l'effet Lense-Thirring prévu par la théorie de la relativité générale. Il prend la suite des deux satellites italo-américain LAGEOS avec comme objectif d'améliorer d'un facteur 10-20 la qualité des données obtenues par ces derniers. Le satellite est placé en orbite dans le cadre du premier vol du lanceur Vega début février 2012.

## Description du satellite

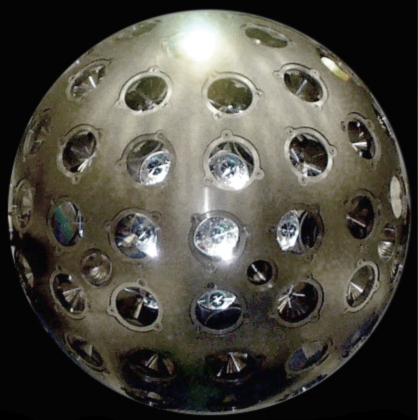
Le satellite LARES.

LARES est un satellite passif d'une masse de 387 kg. C'est une sphère très dense de 36,4 cm de diamètre en tungstène recouvertes de 92 rétroréflecteurs rhomboédriques (en coins de cube) de 3,8 cm de diamètre et 2,8 cm de haut réalisés en Suprasil 31.

## Déroulement de la mission
LARES est lancé le 13 février 2012 lors du premier vol du nouveau lanceur léger Vega. Il est placé sur une orbite circulaire de 1 450 km de 71,5° d'inclinaison. La trajectoire du satellite doit être reconstituée par la technique de la télémétrie laser sur satellites : des lasers installés au sol envoient vers le satellite des impulsions lumineuses qui sont réfléchies. Le temps mis par le signal lumineux pour revenir sur Terre permet de mesurer avec une extrême précision la distance au sol du satellite. En analysant la trajectoire déterminée par cette technique, on peut mesurer l'influence de l'effet Lense-Thirring prévu par la théorie de la relativité générale. L'objectif est d'arriver à l'estimer avec une précision de 1 % en combinant les données recueillies avec celle des deux satellites LAGEOS. La fiabilité de cette estimation est sujette à controverse,,,,,,,,,,.